# Eitel-Friedrich Kentrat
Eitel-Friedrich Kentrat (* 11. September 1906 in Stahlheim, Lothringen; † 9. Januar 1974 in Barmbek) war ein deutscher Marineoffizier und U-Bootkommandant der Kriegsmarine im Zweiten Weltkrieg. Er ist bekannt dafür, mit dem U-Boot U 196 die mit 225 Seetagen längste Feindfahrt des Krieges absolviert zu haben.

## Karriere
Kentrat begann 1925 seine militärische Laufbahn bei der damaligen Reichsmarine. Ab 1928 begann er die Offiziersausbildung und wurde 1930 Fähnrich zur See, 1931 Leutnant zur See, 1934 Oberleutnant zur See und schließlich 1937 Kapitänleutnant. Im Oktober 1939 entschloss er sich, zur U-Bootwaffe zu wechseln. Als erstes unternahm er an Bord von U 25 eine Patrouille im Winter 1939/1940 und wurde im Mai 1940 Kommandant von U 8, wurde jedoch an Bord bei einem Unfall verwundet und blieb bis zum Herbst im Lazarett.
Am 31. Oktober 1940 erhielt er den Befehl über das neu in Dienst gestellte Boot U 74, mit dem er bis zum März 1942 sieben Feindfahrten mit insgesamt 163 Seetagen unternahm. Dabei gelang ihm die Versenkung von fünf Schiffen, darunter die kanadische Korvette HMCS Levis. Zudem beschädigte er den britischen Hilfskreuzer HMS Worcestershire (11.402 Bruttoregistertonnen) und brach auf der letzten Feindfahrt durch die stark gesicherte Straße von Gibraltar ins Mittelmeer durch. Während seiner Zeit auf U 74 wurde Kentrat mit dem Eisernen Kreuz erster und zweiter Klasse und schließlich auch mit dem Ritterkreuz des Eisernen Kreuzes ausgezeichnet. Außerdem war Kentrat – neben U 556 – Zeuge der letzten Schlacht des Schlachtschiffs Bismarck. Nach dessen Versenkung war U 74 an der Suche nach Überlebenden beteiligt und konnte drei Besatzungsmitglieder retten.
Nach Übergabe des Kommandos an Oberleutnant zur See Karl Friederich war Kentrat zunächst ein halbes Jahr lang im Stab des Admirals der U-Boote Hans-Georg von Friedeburg tätig, erhielt dann aber im September 1942 den Befehl über das neue U-Boot U 196, ein Langstrecken-Typ IX D2. Nachdem die Besatzung des Bootes bis Anfang 1943 ausgebildet worden war, brach U 196 am 13. März 1943 von Kiel aus auf und kehrte erst am 23. Oktober des Jahres in Bordeaux wieder zu einem Hafen zurück. Dies war die längste Fahrt eines U-Bootes des gesamten Krieges; sie führte das Boot in den Südatlantik und vor die Küste von Südafrika. Auf der Fahrt wurden zwei Schiffe mit insgesamt 12.000 BRT versenkt. Eine zweite Feindfahrt dauerte ebenfalls über fünf Monate und diente auch der Verlegung des Bootes zu den „Monsun-U-Booten“ im Indischen Ozean und deren Stützpunkt in Penang im heutigen Malaysia. Dort ging Kentrat von Bord und diente anschließend in verschiedenen Stäben des Stützpunktes und auch in Japan. Nach Kriegsende 1945 wurde Kentrat gefangen genommen und kehrte im Oktober 1947 nach Deutschland zurück.
Insgesamt war Kentrat während des Krieges als U-Boot-Kommandant für die Versenkung von sieben Handelsschiffen mit insgesamt 42.433 BRT verantwortlich, ferner für die Versenkung eines Kriegsschiffes mit 925 t, sowie für die Beschädigung von zwei weiteren Schiffen. Dabei starben auf den angegriffenen Schiffen 139 der Besatzungsmitglieder und Passagiere, mindestens 370 überlebten. Kentrat diente nach dem Krieg nicht mehr in der Marine und starb am 9. Januar 1974 in Barmbek.

## Weblink
- Biografie von Kentrat auf Uboat.net (englisch)